# Смирнова, Людмила Станиславовна
Людмила Станиславовна Смирнова (род. 21 июля 1949 года в Ленинграде) — советская фигуристка, выступавшая в парном катании. В паре с Андреем Сурайкиным, она — серебряный призёр зимней Олимпиады 1972 года в Саппоро, трёхкратный серебряный призёр чемпионатов мира, трёхкратный серебряный призёр чемпионатов Европы. В паре с Алексеем Улановым, она — двукратный серебряный призёр чемпионатов мира и призёр чемпионатов Европы. Заслуженный мастер спорта СССР, Заслуженный мастер спорта России. В настоящее время — тренер. В 2013 году ей присвоено звание Заслуженного тренера России.
Начала заниматься фигурным катанием с 1955. Выступала за «Спартак» (Ленинград), тренировалась у В. Н. Кудрявцева. В 1968 попала в сборную СССР.

## После завершения спортивной карьеры
- 1974—1980 — Солистка ленинградского государственного Балета на льду.
- 1980—1988 — Солистка профессионального ледового балета «Holiday on Ice» (США).
- Тренер Дворца спорта «Юбилейный».
- Директор школы фигурного катания СКА.
- В настоящее время руководитель и тренер школы фигурного катания «Династия».

## Образование
- Окончила Государственный дважды орденоносный институт физической культуры им. П. Ф. Лесгафта (Ленинград) и Ленинградский государственный педагогический институт им. Герцена.

## Семья
После зимней Олимпиады 1972 года в Саппоро Л. Смирнова встала в пару с Алексеем Улановым, за которого вскоре вышла замуж. Сын, Николай Уланов, мастер спорта по фигурному катанию. На протяжении 10 лет был солистом ледовых шоу «Holiday on Ice» и «Disney on ice». Дочь, Ирина Уланова, также мастер спорта по фигурному катанию, которая пробовала свои силы в парном катании с Александром Смирновым и Максимом Траньковым. Не достигнув больших успехов в спорте, Ирина завершила карьеру и на протяжении 6 лет выступала в шоу «Disney on ice». В настоящее[когда?] время вместе с матерью работает тренером в школе фигурного катания «Династия».

## Награды
- медаль «За трудовую доблесть» (03.03.1972)

## Результаты выступлений
(с А. Сурайкиным)
| Соревнования                | 1969—1970 | 1970—1971 | 1971—1972 |
| --------------------------- | --------- | --------- | --------- |
| Зимние Олимпийские игры     |           |           | 2         |
| Чемпионаты мира             | 2         | 2         | 2         |
| Чемпионаты Европы           | 2         | 2         | 2         |
| Чемпионаты СССР             | 2         | 2         |           |
| Турнир «Московские Новости» | 2         | 1         |           |
| Зимняя Универсиада          | 1         |           |           |

(с А. Улановым)
| Соревнования                | 1972—1973 | 1973—1974 |
| --------------------------- | --------- | --------- |
| Чемпионаты мира             | 2         | 2         |
| Чемпионаты Европы           | 2         | 3         |
| Чемпионаты СССР             | 3         |           |
| Турнир «Московские Новости» |           | 1         |